# I Flintstones - Yabba Dabba Do!
I Flintstones - Yabba Dabba Do! (I Yabba-Dabba Do!) è un film d'animazione USA del 1993 prodotto da Hanna-Barbera. Il film ebbe due seguiti, intitolati Flintstones - Lieto evento a Hollyrock e Un meraviglioso Natale con i Flintstones usciti a dicembre dello stesso anno. È stato trasmesso anche col titolo I Flintstones - Matrimonio a Bedrock.

## Trama
Ciottolina Flintstone, impiegata in un'agenzia pubblicitaria e Bam-Bam, che lavora in un'officina di riparazioni auto, decidono di sposarsi dopo che lui si dichiara con una poesia, recitata in mezzo alla strada (causa però di un fraintendimento al punto che Ciottolina cerca di scaricare Bam-Bam quando le legge i primi versi). Intanto Fred perde i risparmi di famiglia quando li scommette tutti sulla sua squadra, i Bedrock Brontos. Prova a chiedere un aumento al signor Slate, ma viene licenziato a causa del suo carattere impulsivo e irritabile. Perciò chiede l'aiuto di Barney per sostenere le spese ingenti dell'imminente matrimonio, ma i due perdono anche i soldi di Barney a causa di un truffatore immobiliare (arrestato subito dopo aver incassato la somma di denaro) e si indebitano ancora di più. Nel frattempo la madre di Wilma, Pearl Slaghoople, arriva a Bedrock per aiutare la famiglia con il matrimonio. Ciottolina e Bam-Bam decidono di fuggire a Rock Vegas a causa dei litigi dei loro genitori. Wilma e Betty scoprono la verità sul gruzzolo di Fred e quest'ultimo è costretto a lasciare la casa. Dopo aver constatato che perfino Dino è arrabbiato con lui, Fred finalmente decide di rimediare ai suoi errori. Scusandosi e riconciliandosi prima con Barney, poi con Wilma e Betty, Fred chiede a Barney di aiutarlo a cercare Ciottolina e Bam-Bam.
I due si recano in auto a Rock Vegas in cerca dei fidanzati scomparsi. Si fermano in un casinò, dove Barney vince una somma di denaro inaspettata puntando il 13, il suo numero, su una ruota fortunata. Successivamente vengono attaccati dalla banda The Wedding Whackers, dopo aver confuso la banda con Ciottolina e Bam-Bam e credendo che i loro figli fossero già sposati. Barney ha scattato una foto della banda mentre stava derubando una coppia di sposini. Poco dopo, Pedro e Pablo vengono salvati in extremis da Bam-Bam e dall'eruzione improvvisa di un vulcano; dopodiché Ciottolina confessa che si sarebbero sposati se non fosse stato per l'intervento della banda alla ruota della fortuna. Durante un inseguimento, la foto con le prove che avrebbero inchiodato The Wedding Whackers viene distrutta e i quattro vengono catturati dalla polizia come sospettati di essere i componenti della banda di rapinatori di sposi novelli, insieme ai veri Whackers.
Durante la detenzione nel carcere di Rock Vegas, Fred rivela tutti i problemi che ha dovuto affrontare per cercare di aiutare la figlia con la cerimonia del suo matrimonio, impietosendo la banda che così rivela a sua volta i suoi crimini, con sgomento della spietata madre dei Whackers. I quattro vengono rilasciati dopo che Barney ha pagato la cauzione con metà dei soldi che ha vinto alla ruota della fortuna; con l'altra metà avrebbe pagato il matrimonio dei ragazzi e saldato i debiti delle due famiglie. Fred, Barney, Ciottolina e Bam-Bam finalmente si riuniscono con Wilma, Betty e gli altri. Il signor Slate comprende la situazione e riassume Fred; i due fidanzati si sposano, con grande gioia dei loro genitori. Fred riceve un aumento dopo aver invitato il suo capo al matrimonio. Alla fine, Ciottolina e Bam-Bam rivelano a tutti gli invitati che si sarebbero trasferiti a Hollyrock.

## Doppiatori
| Personaggio                  | Doppiatore originale     | Doppiatore italiano |
| ---------------------------- | ------------------------ | ------------------- |
| Fred Flintstone              | Henry Corden             | Mario Zucca         |
| Barney Rubble                | Frank Welker             | Riccardo Peroni     |
| Wilma Flintstone             | Jean Vander Pyl          | Graziella Porta     |
| Betty Rubble                 | B.J. Ward                | Dania Cericola      |
| Signor Slate                 | John Stephenson          | Oliviero Corbetta   |
| Ciottolina Flintstone-Rubble | Megan Mullally           | Emanuela Pacotto    |
| Bam-Bam Rubble               | Jerry Houser             | Simone D'Andrea     |
| Commissario                  | Michael Bell             | Tony Fuochi         |
| signor Rockstone             | Charlie Brill            |                     |
| Dino                         | Frank Welker             | Frank Welker        |
| Martha Slate                 | Jean Vander Pyl          | ?                   |
| Pearl Slaghoople             | Janet Waldo              | ?                   |
| William Hanna                | William Hanna            | ?                   |
| Joseph Barbera               | Joseph Barbera           | ?                   |
| Voci varie                   | Michael Bell Janet Waldo | Riccardo Peroni     |